# جانینا کیانتونی
جانینا کیانتونی (ایتالیایی: Giannina Chiantoni؛ ‏ ۲۴ ژوئن ۱۸۸۱ – ۱۷ مهٔ ۱۹۷۲) بازیگر اهل ایتالیا بود.
از فیلم‌ها یا برنامه‌های تلویزیونی که وی در آن نقش داشته‌است، می‌توان به شاه لیر و دکتر آنتونیو اشاره کرد.